# C'est la ouate
Singles
Malibu
(1983) À quoi tu penses
(1987)
C'est la ouate est une chanson à succès de Caroline Loeb sortie en 1986.

## Histoire de la chanson
Écrite par Pierre Grillet et Caroline Loeb, composée, arrangée et produite par Philippe Chany au travers de sa société Chany Music, la chanson est signée en licence chez Barclay par Philippe Constantin. Parmi les choristes, figure la chanteuse Amina et l'humoriste Dominique Farrugia.
Commercialisé en fin d'année 1986, le titre atteint en France la 5e place du Top 50 en 1987 et se vend à environ 300 000 exemplaires. Il fait partie d'un album Loeb C.D. paru en 1987.  Il existe une version anglaise intitulée And So What dont Caroline Loeb est l'adaptatrice (avec Serge Grunberg) et l'interprète, parue chez Sire Records en 1987, mais cette version anglaise n'a pas le même impact que la version française. En France en effet, la notoriété est soudaine. À la télévision par exemple, un présentateur météo célèbre, Alain Gillot-Pétré, fredonne l'air en s'agitant devant ses cartes. Pour Caroline Loeb, c'est « le plaisir tout bête de répéter des paroles qu'on ne saisit qu'à moitié. Et le mot ouate, ouate, ouate. »
Le clip de C'est la ouate est réalisé par Philippe Gautier. La peintre et modèle Anh Duong fait partie des danseuses du clip.

## Dans la culture populaire
Dans une interview donnée en 1987, à Yves Mourousi qui lui demande quelle chanson il connaît, le président François Mitterrand répond : « C'est la ouate »,. En 2003, Arié Elmaleh joue un numéro transformiste sur le playback de C'est la ouate dans le film Chouchou de Merzak Allouache. Depuis 2004, l'assureur MAAF utilise la mélodie C'est la ouate pour son slogan « C'est la MAAF », mais sans avoir, a priori, sur la durée, trouvé un accord avec l'auteure, d'où quelques épisodes juridiques,.

## Nouvelle version durant le confinement lié à la pandémie de la Covid-19
En 2020, Caroline Loeb sort le clip de C'est la ouate en version confinée, estimant que ce titre est particulièrement adapté au contexte.
Elle fait appel à de nombreux artistes et personnalités qui y participent, chez eux, confinés, chantant un extrait , notamment Jean-Paul Gaultier et Laurent Petitguillaume, ainsi qu'à des inconnus volontaires. Le réalisateur Dmitry Zhitov réalise le montage vidéo,.

## Crédits
- Paroles : Caroline Loeb et Pierre Grillet
- Musique : Philippe Chany
- Producteur : Chany Music
- Année de production : 1986
- Éditeur : Chany Music / Universal Music Publishing
- Parution : octobre 1986
- Durée : 03:48
- Photo pochette : Ian Patrick

## Liste des pistes
- Vinyle 7" en France

A. C'est la ouate – 3:48
B. C'est la ouate (Paresseuse Dub) – 3:48
- Vinyle 7" en Europe

A. C'est la ouate – 3:48
B. And So What – 3:48
- Vinyle 12" en France

A. C'est la ouate (Version longue) – 6:02
B1. C'est la ouate – 3:48
B2. C'est la ouate (Paresseuse Dub) – 3:48
- Vinyle 12" aux États-Unis[9]

A1. And So What (Extended Mix) – 4:30
A2. And So What (Jay King Remix) – 3:28
B1. C'est la ouate (Dean Anderson Remix) – 5:50
B2. And So What (Dean Anderson Remix) – 5:50

## Reprises
La chanson a été reprise par une vingtaine d'artistes différents dans plusieurs pays, à la suite du succès de la version originale en Europe et en Amérique Latine.
| - 1987 : André Lamy (parodie sous le titre C'est la droite) - 1987 : Carol'in (Italie) - 1990 : Nadjim Lala (parodie sous le titre C'est l'kawa't) - 1996 : Sophie Favier (France) - 1997 : Ike Therry - 1998 : Ike Therry - Dub - 2002 : Star Academy 2 (CD single promo) - 2003 : Quaffe (Allemagne) - 2003 : Elena (Allemagne) - 2003 : Vik 20 - 2005 : Deldongo (version salsa) - 2006 : Bamby and the Dogs - 2006 : Gennaro Cosmo Parlato (Italie) - 2006 : Pornois | - 2006 : Biba Binoche (Belgique) - 2006 : Mastercuts (USA) - 2007 : Elio Riso - 2007 : Parolix (parodie sous le titre C'est les maths) - 2007 : Giori - 2007 : La Prohibida (Espagne) - 2008 : Quentin Mosimann (France) - 2008 : Carpacho - 2008 : Yuyu - 2009 : Claire (Italie) - 2010 : Emma Psyché - 2010 : In-Grid (Italie) - 2011 : Philippe Katerine et Francis et ses peintres sur l'album 52 reprises dans l'espace - 2012 : Claire (remixes) (Italie) - 2021 : Ansteri (France) - 2021 : Stéphane & Adrien de On fait des maths (parodie sous le titre C'est les maths (que j'préfère)) |

## Classement
| Classement (1986-1987) | Meilleure position |
| ---------------------- | ------------------ |
| Allemagne              | 10                 |
| Autriche               | 30                 |
| Espagne                | 3                  |
| France                 | 5                  |
| Italie                 | 1                  |